# Проба Марша
Про́ба Ма́рша (англ. Marsh test) — хімічний метод, застосовуваний у криміналістиці для якісного визначення сполук арсену, зокрема, арсеновмісних отрут.
До винайдення цього методу у 1836 році більшість арсеновмісних отрут була приготована на основі оксиду арсену. Англійський хімік Джеймс Марш запропонував метод, який дозволяв виділити чистий арсен з невідомої речовини.

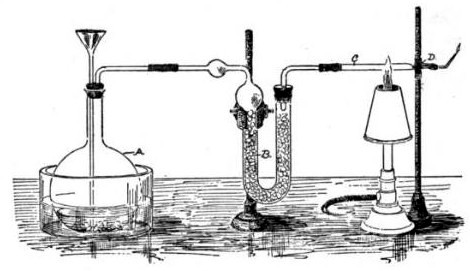
Загальний вигляд установки для проведення аналізу

Для виконання аналізу досліджувану речовину поміщають у закриту ємність із розведеною кислотою (зазвичай, сульфатною) і додають незначну кількість металевого цинку. Водень, що виділяється в результаті реакції металу, відновлює оксид арсену до його гідриду — арсину:
{\displaystyle \mathrm {Zn+H_{2}SO_{4}\longrightarrow ZnSO_{4}+H_{2}\uparrow } }
{\displaystyle \mathrm {As_{2}O_{3}+3H_{2}\longrightarrow 2AsH_{3}+3H_{2}O} }
Арсин, який являє собою безбарвний газ, пропускають через розігріту скляну трубку і без доступу кисню він розкладається з утворенням чистого арсену:
{\displaystyle \mathrm {2AsH_{3}\ {\xrightarrow {t}}\ 2As+3H_{2}} }
Арсен осаджується на стінках трубки тонким нальотом із характерним металевим блиском.
Визначенню заважають сполуки германію та стибію — ці елементи мають схожі осади. Але осад арсену можна відрізнити за його розчинністю у пероксиді водню:
{\displaystyle \mathrm {2As+5H_{2}O_{2}+6NH_{3}\longrightarrow 2AsO_{4}^{3-}+6NH_{4}^{+}+2H_{2}O} }